# Lex
Lex (f.; Plural leges, lateinisch für „Gesetz“) ist ein Begriff aus dem Römischen Reich, der im weiteren Sinne jede Rechtsvorschrift bezeichnet, im engeren Sinne jedoch nur jene Rechtsvorschriften, die einen bestimmten Weg durchlaufen hatten. Ursprung des Wortes sind die Verben legere („lesen“ bzw. „auswählen“) oder ligare („binden“).
Im Mittelalter wird der Begriff lex im Zusammenhang mit Rechtssammlungen benutzt, in der Neuzeit in der Rechtsphilosophie und im Staatsrecht.

## Römisches Reich

### Begriffsentwicklung
Der Ursprung des Begriffs lex ist umstritten; der älteste römische Prozess, die legis actio, setzte wohl in seiner frühesten Phase kein förmliches Gesetz voraus, sondern stellte einen Ritus dar, der zur Durchsetzung eigener (rechtlicher) Interessen ein formalisiertes, durch göttlich vorgegebene Ordnung festgelegtes Vorgehen vorsah. In der (früh-)republikanischen Zeit – in der altziviles und sogenanntes vorklassisches Recht galten – wurden die Absprachen und Abstimmungen über Rechte demokratisch in den Bürgerversammlungen der Komitien erzielt. Die gewohnheitsrechtliche Anwendung festigte die Autorität der in den Komitien ergangenen Beschlüsse, die als Gesetze (leges) galten.
Der Begriff der lex wandelte sich im klassischen Recht der Kaiserzeit, denn der Souverän nahm Einfluss auf Rechtsordnung und damit Rechtsentwicklung. Die spätrömischen Autoren hingegen verstehen unter einer lex eine Regel oder ein Gebot der souveränen Macht eines Staates, die sich, schriftlich publiziert, mit Rechten oder Pflichten an die Angehörigen dieses Staates richtet.
In der Spätantike ließ Justinian alles bis dahin bewährte Recht thematisch gliedern, um es um überholtes Recht zu bereinigen und nach Bedarf zu modernisieren. Es entstand das zweite fundamentale Gesetz seit den XII Tafeln, die Kompilation des Corpus iuris civilis. Als fünftes Buch schloss Justinian dem zivilrechtlichen Gesamtwerk die Novellae an, die persönliche Gesetzgebung enthielt (leges novellae).

### Definition
“Lex est commune praeceptum, virorum prudentium consultum, delictorum, quae sponte vel ignorantia contrahuntur, coercitio, communis rei publicae sponsio.”

„Eine lex ist eine allgemeine Vorschrift, die von umsichtigen Männern beschlossen wurde, deren Verletzungen, die willentlich oder unwissentlich begangen wurden, im allgemeinen öffentlichen Interesse mit Strafe bedroht sind.“

“Quae scripto sancit quod vult, aut iubendo, aut vetando”

„Das schriftlich bestimmt, was gutgeheißen oder abgelehnt wird.“

In den Institutionen Justinians (1 tit.2 s4) gibt es eine Definition, die sich direkter auf die Staatsmacht als Quelle des Gesetzes bezieht:

“Lex est quod Populus Romanus senatorio magistratu interrogante, veluti consule, constituebat.”

„Lex ist, was das römische Volk auf Antrag eines senatorischen Magistrats, zum Beispiel eines Konsuls, festsetzte.“

Diese Definition ist jedoch, wie Aulus Gellius bemerkt, nicht anwendbar auf die Gesetze zum imperium des Pompeius oder die Rückkehr des Cicero, die lediglich Individuen betreffen, also eigentlich privilegia genannt werden.

### Verfahren
1. In der Gesetzgebung der römischen Republik und beginnenden Kaiserzeit war die lex das nach dem Antragsteller (meist ein beziehungsweise beide Konsuln oder einer der Volkstribunen) benannte von der Volksversammlung beschlossene Gesetz, das die fünf Stufen des Gesetzgebungsverfahren durchlaufen hatte:
- 1. Ein Magistrat (und nicht die Volksversammlung) bringt einen Gesetzentwurf in den Senat ein;
- 2. Der Entwurf wird im Senat beraten;
- 3. Der Gesetzentwurf wird veröffentlicht (promulgatio);
- 4. Über den veröffentlichten Entwurf wird in den Comitien beraten (rogatio) und abgestimmt – tribunizisches Rogationsrecht –, wobei die Vorlage nur angenommen (uti rogas – wie beantragt) oder verworfen (antiquo – es bleibt beim Alten), nicht aber abgeändert werden konnte;
- 5. Das angenommene Gesetz wird veröffentlicht (publicatio).

Seit 287 v. Chr., mit der lex Hortensia, waren die Plebiszite (plebiscitae) den leges in ihrer Wirkung gleichgestellt. Sie wurden allerdings als leges bezeichnet. In der Kaiserzeit wurden die leges, ohne dass die Arbeiten des Senats ansonsten aufgewertet worden wären, durch die Senatsbeschlüsse (senatus consulta) verdrängt, auch kam die kaiserliche Gesetzgebung (constitutiones) auf. Beispielhaft sei die Constitutio Antoniniana genannt.
Nach dem Modus der Inkraftsetzung betrachtet gibt es zwei Arten römischer leges, die leges curiatae und die leges centuriatae. Die ursprünglichen Repräsentanten der leges waren die leges curiatae, die vom Volk in den Kurienversammlungen beschlossen wurden. Nach der Einrichtung von Zenturiatskomitien gerieten die Kurienversammlungen allmählich außer Gebrauch, bewahrten aber in der formellen Übertragung des imperium, die ausschließlich durch eine Lex curiata de imperio möglich war, und in der Zeremonie der adrogatio (siehe Adoption im Römischen Reich), die lediglich in diesen Comitia getätigt wurde, über die Republik hinaus bis unter Augustus einen Schatten der alten Verfassung.
Diese leges wurden in den Zenturiatskomitien beschlossen, eingebracht (rogabantur) durch Magistrate von senatorischem Rang, die der lex dann auch ihren Namen gaben. Eine solche lex wurde auch als populi scitum (Festus, s. v. Scitum Pop.) bezeichnet.
Als die Kurienversammlungen auf die gleiche Stufe gestellt wurden wie die Zenturiatskomitien, wurde das Wort lex auch auf Plebiszite angewandt, so dass lex ein allgemeiner Begriff wurde, der manchmal mit besonderen Bezeichnungen wie lex plebivescitum, lex sive plebiscitum est versehen wurde.
In seiner Aufzählung der römischen Rechtsquellen (Top. 5) erwähnt Cicero keine Plebiszite, die er damit unzweifelhaft unter die leges subsumiert. Viele Plebiszite werden als leges zitiert, so wie die lex Falcidia (Gaius, ii.227) und die lex Aquilia (Cicero, pro Tullio, 8.11). Auf den Tafeln von Heraclea erscheinen die Worte lege plebivescito, um die gleiche Verordnung zu bezeichnen, und in der lex Rubria steht die Phrase „ex lege Rubria sive id plebiscitum est“ (Savigny, Zeitschrift etc. Band ix Seite 355).

### Form
Der Form nach kann man die römische Gesetzgebung nach den noch vorhandenen Fragmenten beurteilen. Die Römer scheinen immer an den alten Begriffen gehangen zu haben und wenig überflüssige Worte zu benutzen. Große Sorgfalt wurde auf jene Klauseln verwandt, die vorgeschlagen wurden, um eine bestehende lex zu ändern, und große Sorgfalt wurde auch aufgewandt, um jede Überschneidung mit einer früheren lex zu vermeiden, wenn deren Änderung nicht beabsichtigt war. Die leges wurden oft in Kapitel (capita) eingeteilt (Cicero, ad Atticus iii.23). Sie wurden in Bronze (aes) geschnitten und auf dem Aerarium (Sueton, De vita Caesarum 28; Plutarch, Cat. Min. 17) ausgestellt. Vermutlich fand letzteres nur für eine bestimmte Zeit statt (Cicero ad Atticus xiv.12).
Der Name der lex war üblicherweise vom Gentilnamen des Magistrats abgeleitet, der es einbrachte, wie die lex Hortensia vom Diktator Quintus Hortensius. Manchmal erhielt die lex ihren Namen von den beiden Konsuln oder anderen Magistraten, wie die lex Acilia Calpurnia (Manius Acilius Glabrio), die lex Aelia Sentia, die lex Papia oder lex Papia Poppaea, wobei es üblich war, das Wort et („und“) zwischen den beiden Namen wegzulassen, wenn es auch Ausnahmen davon gibt.
Eine lex bezeichnete auch oft seinen Inhalt, wie die leges Cincia de donis et muneribus, Furia testamentaria, Iulia municipalis und viele andere. Leges, die sich auf allgemeinere Themen beziehen, wurden oft mit Kollektivnamen versehen, wie leges agrariae, leges judiciariae und andere (vgl. insoweit die leges Iuliae). Manchmal wurde im Untertitel auf ein Kapitel einer lex verwiesen, zuzüglich zum Hinweis auf den Inhalt des Kapitels, zum Beispiel die lex Iulia de fundo dotali, die ein Abschnitt der lex Iulia de adulteriis coercendis war. Manchmal bezog eine lex ihren Namen auch aus dem hauptsächlichen Inhalt des ersten Kapitels, wie zum Beispiel bei der lex Iulia de maritandis ordinibus. Manchmal fasste eine lex auch verschiedene Vorschriften zusammen, die auch zu äußerst unterschiedlichen Themen gehörten; in diesen Fällen wurde die lex satura genannt (lex Caecilia Didia, lex Iulia municipalis).
Der Wortlaut einer lex wurde von der Person festgelegt, die sie einbrachte, wobei sie sich in vielen Fällen der Hilfe einer Person bediente, die die Fachsprache beherrschte. Eine lex wurde den comitia in ihrer Gesamtheit zur Zustimmung oder Ablehnung vorgeschlagen, eine Diskussion über einzelne Bestimmungen gab es nicht, Änderungen waren nicht möglich, nicht einmal die Diskussion darüber. Die sanctio (Strafbestimmung) einer lex (Rhet. ad Herenn. ii.10; Papinian, Digesten 48 tit.19 s41) machte eine lex zu dem, was die Römer eine perfecta nannten. In einer lex perfecta werden Handlungen, die im Gegensatz zu den Bestimmungen der lex stehen, für nichtig erklärt. Wenn eine lex diese sanctio nicht enthielt, wurde sie imperfecta genannt (vergleiche Lex imperfecta). Eine lex wurde minus quam perfecta genannt, wenn die Handlungen, die im Gegensatz zu den Bestimmungen der lex stehen, nicht für nichtig erklärt wurden, aber mit einer Strafe belegt waren (Savigny, System etc. Band iv Seite 549ff). Die Einteilung der leges in perfectae etc. ist offensichtlich nur auf solche leges anwendbar, die die Römer dem Bereich des privatum ius zuwiesen.

### Anwendung
1. In den meisten Fällen dienten die leges der Lösung politischer Fragen, während privatrechtliche Probleme im Allgemeinen von den rechtsprechenden Behörden und Fachjuristen auf der Grundlage der bestehenden Rechtssätze und -normen entschieden wurden. Durch Gesetze wurden zum Beispiel verfassungsrechtliche (Beamtenlaufbahn (cursus honorum), Amtsvergabe, Bürgerrechtsverleihung, Übertragung von Sondervollmachten und -kommandos), ökonomische (sogenannte Ackergesetze, Handelsbeschränkungen für Senatoren usw.) und sozialpolitische (Verhältnis Patrizier zu Plebejern, Stellung der Sklaven und Freigelassenen, Ehegesetze) Probleme geregelt.
2. Zu den leges gehören aber auch Festlegungen zwischen Behörden und Privatpersonen beziehungsweise zwischen Privatpersonen untereinander mit Vertragscharakter (zum Beispiel die Guts- und Bergwerksstatuten: lex Hadriana, lex Manciana und lex metalli Vipascensis).
Der Begriff wird dann genutzt, um Vertragsbedingungen auszudrücken, offensichtlich mit Hinweis auf die bindende Kraft aller Verträge. Das Werk des Marcus Manilius (Konsul 149 v. Chr.) über den Handel wird von Cicero zitiert (De oratore i.58) als „Manilianas venalium vendendorum leges“ (siehe Digesten 18 tit.1 s40, wo lex Verkaufsbedingungen meint). Entsprechend findet man den Ausdruck leges censoriae, um die Bedingungen auszudrücken, unter denen die Zensoren öffentliches Eigentum bebauen ließen; und vielleicht bezeichnete der Begriff bestimmte ständige Regularien für derartige Fragen, zu denen die Zensoren bevollmächtigt waren (Frag. de jure Fisci, s18; Digesten 50 tit.16 s203). In beiden Fällen wird die Phrase lex censoria (im Singular) benutzt, und diese lex, ob sie ein Gesetz ist oder nicht, scheint auch in Kapitel eingeteilt zu sein.
3. Auch die von einem Oberbeamten (später vom Kaiser) aufgestellten Ordnungen für Provinzen und Städte (sogenanntes lex data, gegebenes Gesetz) wie die lex Rupilia für Sizilien, lex Pompeia für Bithynien, die Stadtrechte von Malaca (lex Malacitana), Salpensa (lex Salpensana), Urso (lex Ursonensis) und Tarent (lex Tarentina) werden zu den leges gezählt.

### Das Ende der klassischenleges
In der Spätzeit der Republik wuchs die Zahl der leges stark an (Tacitus Annales iii.25–28), und Caesar wird nachgesagt, dass er eine Überarbeitung des gesamten Werks überlegt habe. Unter ihm und Augustus wurden viele Bestimmungen verabschiedet, die unter dem allgemeinen Namen leges Iuliae bekannt sind. Es wurde oft fälschlicherweise behauptet, dass keine leges oder Plebiszite nach der Zeit des Augustus in Kraft gesetzt wurden. Obwohl die Abstimmung nur Formsache war, wurde doch diese Form gewahrt, und wenn dem nicht wäre, dann wäre die Passage bei Gaius (i.2ff), in der er von leges und Plebisziten als gültiger Form der Gesetzgebung spricht, nicht korrekt. Außerdem werden viele Gesetze erwähnt, die in der römischen Kaiserzeit verabschiedet wurden, wie die lex Visellia de libertis, eine lex agraria unter Caligula, und eine lex Claudia zur Vormundschaft bei Frauen (Gaius, i. 157, 171). Dies tritt jedoch nicht mehr auf, als die alten Formen der Gesetzgebung beiseitegeschoben wurden, aber sie überlebten doch lange die Wahlen, auf die allein die Passage bei Tacitus (Annales i.15) verweist.
Manchmal wird in Übersichten auch ein senatus consultum (Senatsbeschluss) als lex bezeichnet (14 tit.6 s9 § 4; s14), was keine große Ungehörigkeit darstellt, wenn wir die Zeit betrachten, als senatus consulta Gesetze waren. Nur darf ein echtes senatus consultum nicht mit einer echten lex verwechselt werden; es gibt keinen Grund, anzunehmen, dass die lex Claudia des Gaius ein senatus consultum gewesen sei, und wenn er von einem senatus consultum aus der Zeit des Claudius spricht, nennt er sie so (i.84, 91). Schließlich: Es wird keine lex erwähnt, die nach der Zeit des Nerva verordnet wurde (Digesten 47 tit.21 s3 § 1).
Zwar sprach man auch in Hoher Kaiserzeit und Spätantike noch von leges, doch kamen diese nunmehr auf andere Weise zustande. Im 3. Jahrhundert konstatiert so Herennius Modestinus ausdrücklich, dass eine lex zu seiner Zeit nicht mehr vom Volk, sondern von den Kaisern gemacht werde (Digesten 48 tit.14 s1).

## Mittelalter
Zu Beginn des 6. Jahrhunderts wurden unter der Bezeichnung lex im Westgoten- (lex Romana Visigotorum) und Burgundenreich (lex Romana Burgundionum) Gesetzbücher veröffentlicht, die für die römische Bevölkerung galten und Auszüge aus den älteren Gesetzessammlungen darstellten. Auch bei der späteren Aufzeichnung der germanischen Volksrechte findet der Name lex Verwendung (Lex Alamannorum, Lex Baiuvariorum, Lex Frisionum, Lex Ripuaria, Lex Salica, Lex Saxonum usw.).

## Neuzeit
Unter anderem in der Rechtsphilosophie wird lex noch in lateinischen Ausdrücken und Begriffen gebraucht, zum Beispiel:
- Lex causae – im internationalen Privatrecht das anzuwendende Landesrecht
- Lex commissoria – die Verfallklausel
- Lex fori – das am Gerichtsort geltende Recht
- Lex imperfecta – ein Gesetz, das unvollkommen („nicht perfekt“) ist, weil es für den Fall der Zuwiderhandlung weder Strafe noch Unwirksamkeit der Handlung androht
- Lex loci delicti – das Recht des Ortes, an dem die deliktische Handlung vorgenommen oder der Deliktserfolg eingetreten ist
- Lex mercatoria – internationale Handelsgewohnheiten
- Lex posterior derogat legi priori – das später erlassene Gesetz geht dem früher erlassenen vor
- Lex rei sitae – das an dem Ort einer Sache geltende Recht
- Lex specialis derogat legi generali – die speziellere Regel geht der allgemeinen vor
- Lex superior derogat legi inferiori – das höhere Gesetz (zum Beispiel Verfassungsrecht) geht dem niederrangigeren Gesetz vor

Im Staatsrecht ist die lex ein aus bestimmtem Anlass ergangenes Maßnahmengesetz, oft (aber nicht offiziell) nach dem benannt, dem es zugutekommt oder den es treffen soll. Auch allgemeine Gesetze tragen zum Beispiel den Namen dessen, der den Entwurf eingebracht hat. Auch Gesetze, die auf die Bedürfnisse einzelner Personen oder Unternehmen zugeschnitten sind, werden oft inoffiziell nach diesen benannt (so zum Beispiel die lex Naumann 1998 in Deutschland oder die lex Nokia 2009 in Finnland). Solcherlei Gesetze genießen in der Regel gleichwohl kein hohes gesellschaftliches Ansehen, weshalb die Verwendung von lex + Name oft negativ konnotiert ist.
Es kommt allerdings auch vor, dass die Gesetze nach ihrem Verfasser oder dem Abgeordneten, der sie eingebracht hat, benannt werden und dann typischerweise nicht negativ konnotiert sind, bspw. Lex Koller in der Schweiz.

## Bedeutende römischeleges
(nach Alter absteigend):
- Lex XII tabulorum (Zwölftafelgesetz, lateinisch Leges duodecim tabularum) aus den Jahren 450/449 v. Chr., die Kodifikation des bis dahin mündlich überlieferten Rechts durch die Decemviri legibus scribundis.
- Lex Valeria Horatia (nach den Konsuln Lucius Valerius Poplicola Potitus und Marcus Horatius Barbatus): mehrere Gesetze von 449 v. Chr., regeln staatsrechtliche Fragen (Politische Immunität der Volkstribunen, Aufbewahrung der Senatsbeschlüsse (senatus consulta) im Ceres-Tempel, Verbindlichkeit der Plebiszite)
- Lex curiata de imperio („Kuriatsgesetz über das Imperium“): aus der frühen Republik stammendes Gesetz, das die Übertragung der Amtsgewalt der Oberbeamten durch die comitia curiata regelte.
- Lex Canuleia de conubio patrum et plebis („über die Ehe zwischen Patriziern und Plebejern“): 445 v. Chr.; durch das Gesetz wurden diese Ehen als legitim anerkannt.
- Leges Liciniae Sextiae: mehrere von den Volkstribunen Gaius Licinius Stolo und Lucius Sextius Lateranus 367 v. Chr. beantragte Gesetze, von denen neben einem Ackergesetz das wichtigste entscheidende Bestimmungen für die Entwicklung der römischen Staatsverfassung enthielt: an der Spitze des Staates zwei Konsuln, von denen einer Plebejer war, unter ihnen für die Rechtsprechung zuständig ein Praetor, dazu zwei aediles curules.
- Lex Poetelia Papiria de nexis (über Schuldknechtschaften, nach dem Konsul Gaius Poetelius Libo Visolus und Lucius Papirius Cursor): beseitigte 326 v. Chr. die freiwillige Schuldsklaverei, indem sie die Haftung für Schulden (zum Beispiel durch Abarbeiten, nicht mehr durch Verlust der Freiheit) regelte.
- Lex Aquilia de damno („über Schaden, Buße“): 3. Jahrhundert v. Chr., regelte die Bußansprüche bei Diebstahl und Beschädigung von Sachen (Sklaven eingeschlossen).
- Lex Ogulnia: 300 v. Chr., erhöhte die Zahl der Pontifices und Auguren auf acht beziehungsweise neun; die Plebejer erhielten Zutritt zu diesen Priesterkollegien.
- Lex Hortensia de plebiscitis („über die Plebiszite“) des Diktators Quintus Hortensius: 287 v. Chr.; durch dieses Gesetz erhielten die Beschlüsse der Plebs (Plebiszite) Gesetzeskraft.
- Lex Flaminia de agro Gallico et Piceno viritim dividundo („über Pro-Kopf-Verteilung des gallischen und picenischen Ackers“): 232 v. Chr., Landverteilung in Norditalien an römische Bürger
- Lex Claudia de modo navium („über die Größe der Schiffe“): 218 v. Chr., das Gesetz verbot Angehörigen des Senatorenstandes den Besitz von Schiffen mit einem Fassungsvermögen von mehr als 330 Amphoren. Größere Handelsunternehmen waren damit den Senatoren untersagt, deren ökonomische Basis der Grundbesitz blieb, während der Handel sich beim Ritterstand konzentrierte.
- Lex Cincia de donationibus („über Schenkungen“): das Plebiszit von 204 v. Chr. legte einen Höchstwert bei Schenkungen, außer an Verwandte, fest.
- Lex Furia testamentaria („Testamentsgesetz“): zwischen 204 und 169 v. Chr.; verbietet die Annahme von testamentarischen Legaten über 1000 As.
- Lex Villia annalis („Jahresgesetz“): 180 v. Chr., regelte den senatorischen cursus honorum.
- Lex Voconia: 169 v. Chr. erlassen, ergänzte die erbrechtlichen Bestimmungen der Lex Furia.
- Lex Calpurnia de repetundis (vergleiche Lex Acilia von 123/2 v. Chr.): 149 v. Chr.
- Lex Rupilia: Statut der Provinz Sizilien (131 v. Chr.)
- Lex Acilia de repetundis pecuniis („über zurückzufordernde Gelder“): auf Antrag des Volkstribunen Manius Acilius Glabrio 123/122 v. Chr. erlassenes Gesetz gegen Erpressungen durch römische Beamte
- Leges Semproniae: von Gaius Sempronius Gracchus 123 v. Chr. als Volkstribun beantragt:
  - Lex agraria („Ackergesetz“): Fortführung des Ackergesetzes des Tiberius Sempronius Gracchus vom Jahr 133 v. Chr.
  - Lex frumentaria („Getreidegesetz“): billiger Verkauf von Getreide an die städtische Plebs
  - Lex iudiciaria („Geschworenengesetz“): drängte den Einfluss der Senatoren zugunsten der Ritter in den Gerichtshöfen zurück.
  - Lex militaris („Wehrgesetz“): Aushebung nicht unter dem 17. Lebensjahr, der Staat übernimmt Kosten für die Ausrüstung.
  - Lex de provincia Asia („über die Provinz Asia“): Einführung des römischen Steuerpachtsystems in dieser Provinz
  - Lex de provinciis consularibus („über die Konsularprovinzen“): bestimmt vor der Wahl, welche Provinz den künftigen Konsuln zur Verwaltung gegeben wird.
  - Lex de provocatione („über die Berufung“): regelte Fragen der Berufung gegen gerichtliche Urteile.
  - Lex de viis muniendis („über den Ausbau der Straßen“): Förderung des öffentlichen Straßenbaus
- Lex agraria („Ackergesetz“): 111 v. Chr.
- Lex Appuleia agraria („Ackergesetz“) des Lucius Appuleius Saturninus, 100 v. Chr.: regelte die Ackerversorgung der Veteranen.
- Lex Appuleia de piratis persequendis („über die Verfolgung der Piraten“, ebenfalls von Saturninus): 100 v. Chr.
- Lex Tarentina: Stadtrecht von Tarent (1. Jahrhundert v. Chr.)
- Lex Iulia de civitate („über das Bürgerrecht“ des Konsuls Lucius Iulius Caesar): 90 v. Chr.; Gesetz, das allen Latinern und Bundesgenossen der Römer das römische Bürgerrecht verlieh
- Lex Plautia Papiria der Volkstribunen Marcus Plautius Silvanus und Gaius Papirius Carbo 89 v. Chr.: gewährte allen Bundesgenossen südlich des Po das römische Bürgerrecht.
- Lex Pompeia de Transpadanis (“über die Transpadaner”) des Konsuls Gnaeus Pompeius Strabo: 89 v. Chr.; den Bewohnern nördlich des Po wurde das latinische Bürgerrecht verliehen.
- Leges Corneliae, von 82 bis 79 v. Chr. von Sulla erlassen:
  - Lex iudiciaria („Gerichtsgesetz“): Neuregelung des Gerichtswesens
  - Lex de magistratibus („über die Beamten“): setzte eine bestimmte Folge der senatorischen Ämter fest.
  - Lex de praetoribus („über die Praetoren“): Erhöhung der Prätorenstellen auf acht
  - Lex de proscriptione: Gesetz über die Verfolgung politischer Gegner und die Einziehung von deren Vermögen.
  - Lex de repetundis (vergleiche Lex Acilia)
  - Lex Cornelia de tribunicia potestate („über die Volkstribunen“): beschränkte den Einfluss der Volkstribunen.
  - Lex de XX quaestoribus („über die 20 Quaestoren“): erhöhte die Quästorenzahl auf 20.
- Lex Gabinia de piratis persequendis (vergleiche Lex Appuleia): Gesetz, das 67 v. Chr. Pompeius den Krieg gegen die Piraten auf 3 Jahre übertrug
- Lex Roscia theatralis: 67 v. Chr.; regelt die Sitzverteilung in den Theatern und den Zensus des Ordo Equesters, benannt nach Volkstribunen Lucius Roscius Otho.
- Lex Manilia des Gaius Manilius: 66 v. Chr., Übertragung der Kriegsführung gegen Mithridates VI. von Pontos und Tigranes II. von Armenien an Pompeius
- Lex Papia, 65 v. Chr., des Gaius Papius über die Ausweisung der peregrini (Bürgerschaftsfremde)
- Lex Pompeia: Statut der Provinz Bithynia, 63 v. Chr.
- Von Gaius Iulius Caesar erlassene oder veranlasste Leges Iuliae:
  - Lex agraria („Ackergesetz“): 59 v. Chr. wurden zwei Ackergesetze erlassen, von denen das eine die Aufteilung der kampanischen Domänen vorsah.
  - Lex de repetundis (vergleiche Lex Acilia): 59 v. Chr.; Gesetz, das noch in der römischen Kaiserzeit eine der wichtigsten Grundlagen der Provinzialverwaltung bildete
  - Lex Vatinia de imperio Caesaris („über das Kommando Caesars“): legte 59 v. Chr. die Provinzen fest, die Caesar nach Ablauf seines Konsulats für fünf Jahre unterstellt werden sollten.
  - Lex Licinia Pompeia der Konsuln Marcus Licinius Crassus und Pompeius: Verlängerung der gallischen Statthalterschaft Caesars um 5 Jahre 55 v. Chr.
  - Lex municipalis („Munizipiengesetz“): 45 v. Chr., regelte die Rechtsprechung in den Landstädten des römischen Reichs.
- Lex Antonia de mense Quintili („über den Monat Quintilis“) des Konsuls Marcus Antonius: 44 v. Chr. Umbenennung des Monats Quintilis in Juli zu Ehren des toten Caesars
- Lex Ursonensis: auch als Lex coloniae Iuliae Genetivae bezeichnetes Stadtrecht von Urso (Hispanien) von 44 v. Chr.
- Lex Rubria de Gallia cisalpina: Statut der Provinz Gallia cisalpina (vor 42 v. Chr.)
- Lex Falcidia: 40 v. Chr.; das Gesetz sicherte die Ansprüche des Erben, indem es gestattet, höchstens drei Viertel des Erbguts durch Legate zu veräußern.
- Leges Iuliae des Augustus:
  - Lex de adulteriis coërcendis („über die Verhinderung von Ehebrüchen“): 18 v. Chr.; enthält Strafvorschriften für Unzucht und Ehebruch.
  - Lex iudiciorum publicorum et privatorum („über öffentliche und private Gerichte“): mehrere Gesetze zur Regelung des Verfahrens-, Straf- und Privatrechts
  - Lex de maritandis ordinibus („über die Heiratspflicht der Stände“): wohl 18 v. Chr.; enthält Eheverbote und -gebote sowie Sanktionen gegen Unverheiratete.
- Lex Fufia Caninia: 2 v. Chr.; beschränkte die Zahl der mit Testament freilassbaren Sklaven auf maximal 20 %.
- Lex Aelia Sentia: 4 n. Chr.; Altersbegrenzung bei Freilassung von Sklaven: Der Herr muss in der Regel mindestens 20, der Sklave mindestens 30 Jahre alt sein.
- Lex Papia Poppaea: 9 n. Chr.; führte die Bestimmungen der lex Iulia de maritandis ordinibus des Kaisers Augustus weiter.
- Lex Iunia Norbanna: 19; gewährte freigelassenen Sklaven unter bestimmten Umständen ein beschränktes latinisches Bürgerrecht.
- Lex Iunia Petronia: 19; bei Entscheidungen über die Frage, ob eine Person Sklave sei oder nicht, genügte Stimmengleichheit für die Freiheit.
- Lex Petronia: 61?; verbot, Sklaven ohne richterliches Urteil an Tierhetzen zu verkaufen.
- Lex de imperio Vespasiani („über das Imperium des Vespasian“): inschriftlich erhaltenes Gesetz, das die Grundlagen der Kaisergewalt Vespasians enthält. Die Übertragung der kaiserlichen Gewalt durch eine lex de imperio in der frühen Kaiserzeit hat die lex curiata de imperio der Republik zum Vorbild.
- Lex Manciana: vielleicht von einem Legaten Vespasians erlassenes Gesetz (Statut) für die kaiserlichen wie privaten Grundbesitzungen in Africa, das die gegenseitigen Rechte und Pflichten von Kolonen, Grundeigentümern, Verwaltern und Großpächtern regelte
- Lex Malacitana: 82/84; Gemeindeordnung von Malaca (Hispanien)
- Lex Salpensana: Stadtrecht von Salpensa in Hispanien (82/84)
- Lex Irnitana: Stadtrecht von Irni in Hispanien (81)
- Lex provinciae: die Verfassung einer römischen Provinz (hier für Germania inferior und Germania superior)
- Lex Hadriana de rudibus agris („über unbebaute Äcker“): von Hadrian wohl zur Ergänzung der lex Manciana erlassenes Gesetz mit besonderen Schutzverordnungen und Rechten für die Kolonen (Erbrecht; Inbesitznahme unbebauter Äcker)
- Lex metalli Vipascensis („Statut des Bergwerks von Vipasca“): fragmentarisch erhaltene Inschrift, enthält in Form eines Vertrages zwischen einem kaiserlichen Prokurator und den Pächtern eines Erzbergwerks von Vipasca (Hispanien) das Statut des Betriebs aus dem 2. Jahrhundert, dem sicher eine für alle Bergwerke Hispaniens oder Lusitaniens gültige lex metallorum („Bergwerksordnung“) zugrunde lag.